# Капиев, Эффенди Мансурович
Эффенди Мансурович Капиев (13 марта 1909, село Кумух, Дагестанская область — 27 января 1944, Пятигорск) — дагестанский советский прозаик, литературовед, публицист, поэт, переводчик, писавший на русском, лакском и кумыкском языках.

## Биография
Эффенди Капиев, лакец по национальности, родился в дагестанском селении Кумух в семье мастера-кустаря, гравера и ювелира. Детские годы провёл в Ставрополье, находясь там с отцом-отходником, там же обучился русскому языку, познакомился со стихами Пушкина и Кольцова.
В 1919 году семья Капиевых вернулась в Дагестан и обосновалась в Темир-Хан-Шуре (с 1922 года — Буйнакск), где Эффенди сперва воспитывался в детском доме, а позже был определён в школу-интернат для горских детей при Буйнакском педагогическом училище. Отлично владел кумыкским языком.
С 1928 года, после окончания Буйнакского педагогического техникума, преподавал русский язык в Аксайской семилетней школе. В апреле 1929 года был арестован по подозрению в связи с одним из жителей селения — Будай-Ханом, бывшим царским офицером.
В 1930 году по путёвке комсомола учился в Ленинградском машиностроительном институте (отраслевом вузе Ленинградского политехнического института), но из-за болезни прервал учёбу и вернулся в Дагестан. Работал в редакции кумыкской газеты «Товарищ» (кум. Ёлдаш), позже — ответственным секретарём журнала «Строительство Дагестана» и «За коммунистическое просвещение».
С начала 1932 года — ответственный секретарь Дагестанской ассоциации пролетарских писателей. Занимался подготовкой 1-го Вседагестанского съезда писателей (1934 год), редактировал первый и единственный номер литературно-художественного журнала «Штурм» и книгу «Дагестанские поэты».
На Первом Вседагестанском съезде писателей Капиев вошёл в состав правления Союза писателей Дагестана, был избран делегатом Первого съезда писателей СССР. Вместе с группой литераторов из союзных и автономных республик встречался с А. М. Горьким на его подмосковной даче в Горках, где читал свои переводы стихов. С того же года стал членом созданного Союза писателей СССР.
В 1935 году переехал в Пятигорск, где работал в редакции газеты «Молодой ленинец». В том же году он побывал в селении Ашага-Стал у народного поэта Дагестана Сулеймана Стальского, где возникло творческое содружество двух писателей (вопреки расхожему мнению, писатели были уже на этот момент знакомы, так как оба являлись делегатами первых съездов писателей Дагестана и советских писателей).
С 1937 года профессионально занимался литературной деятельностью, много ездил по Дагестану, собирая и записывая фольклорные материалы и произведения дагестанских поэтов, представителей устной поэзии.
В декабре 1938 года на декаднике новеллистов в Московском клубе писателей читал одну из глав рукописи «Поэт». В 1940 году участвовал в работе Всесоюзного съезда фольклористов в Москве; в ноябре на встрече с творческой интеллигенцией в Институте истории, языка и литературы в Махачкале читал главы рукописи «Поэт», прототипом главного героя которой стал Стальский.
С началом Великой Отечественной войны по болезни не был призван в Красную Армию. С первых дней войны по заданию Пятигорского городского Комитета Обороны выступал с чтением своих произведений в госпиталях, на антифашистских митингах, перед воинами, отправляющимися на фронт, перед строителями оборонительных сооружений, выпускал сатирические агитки.
В январе 1942 года вместе с С. П. Бабаевским был командирован в действующую армию на Южный фронт, в Ставропольскую кавалерийскую дивизию, для написания книги о её людях и героических делах. Книга «Казаки на фронте» была издана в Пятигорске, но до читателя не дошла, весь её тираж был уничтожен оккупантами.
Осенью 1942 года в качестве спецкора газеты «Дагестанская правда» вновь находился в действующей армии под Моздоком. Вскоре на страницах газеты появились его очерки: «В отряде Кара Караева», «Письма немцев с Кавказа» и другие.
С 27 ноября 1942 года работал вольнонаёмным корреспондентом газеты Северо-Кавказского фронта «Вперёд за Родину!».
21 января 1944 года был госпитализирован в Пятигорский госпиталь № 5430. Умер 27 января после операции по поводу язвы желудка.

### Семья
Отец — Мансур Капиев, мать — Айшат Капиева.
Жена — писательница Наталья Владимировна Капиева (1909 - 2001).
Сын — лауреат государственной премии, доктор физико-математических наук, профессор Рустем Эффендиевич Капиев (16.08.1938 — 13.08.2004).

## Творчество
Началом литературной деятельности Э. Капиева можно считать 1931 год, когда в газете «Красный Дагестан» был опубликован его рассказ — «Приговор приведён в исполнение». В областных газетах публиковались его критические обзоры произведений дагестанских авторов, статьи об устном творчестве горцев и творческие портреты дагестанских поэтов и прозаиков.
В 1934 году в Москве в государственном издательстве «Художественная литература» вышла в свет первая дагестанская антология «Дагестан», составленная и отредактированная Э. Капиевым.
В 1940 году новеллы из книги «Поэт» были опубликованы в газетах «Дагестанская правда», «Правда», в журналах «Знамя», «Тридцать дней» и «Смена», а в библиотечке журнала «Огонёк» издана глава «Разговор о поэзии». С марта 1941 года книга полностью начала публиковаться в журнале «Молодая гвардия». Отдельным изданием книга вышла только в 1944 году.
С 1930-х годов первым в Дагестане начал переводить произведения дагестанских поэтов и прозаиков на русский язык. Им переведены на русский язык многие из произведений дагестанских поэтов — О. Батырая, Махмуда, Ирчи Казака, Гамзата Цадасы, Сулеймана Стальского, А. Магомедова, А. Гафурова, Аткая, А. Акавова и других.

### Избранные публикации
Источник — Электронные каталоги РНБ
- Капиев Э. Сочинения : в 2 т. — Махачкала: Даг. кн. изд-во, 2009. — 500 экз.
  - . — Т. 1. — 531 с. — (Содерж.: разд.: Переводы : из книги «Резьба по камню»; Рассказы, очерки; Отрывки из киносценария; Поэт; Выступления, статьи, заметки). — ISBN 978-5-297-01438-8.
  - . — Т. 2. — 567 с. — (Содерж.: разд.: Фронтовые книжки; Фронтовые очерки). — ISBN 978-5-297-01572-2.
- Капиев Э. Избранное. — М.: Худож. лит., 1979. — 557 с. — (Разделы: Резьба по камню; Поэт; Фронтовые записи). — 15 000 экз.
- Капиев Э. Казаки на фронте. — Пятигорск: Б. и., 1942.
- Капиев Э. О поэзии : [Новеллы]. — Махачкала: Даг. кн. изд-во, 1979. — 148 с. — (Содерж.: Разговор о поэзии; Страда; Сказка; Вечер; Четыре притчи). — 2000 экз.
- Капиев Э. Поэт : [Цикл этюдов о Сулеймане Стальском] : В 2-х кн. — Ставрополь: Ставропол. краев. книгоизд-во, 1944. — 255+223 с.
  - Поэт : [Этюды о Сулеймане Стальском]. — М.: Гослитиздат, 1945. — 264 с.
  - Поэт. — М.: Современник, 1984. — 382 с. — (Разделы: Поэт: О С. Стальском; Дагестанские записи). — 15 000 экз.
  - Поэт : [О С. Стальском]. Фронтовые записи. — Махачкала: Даг. кн. изд-во, 1988. — 396 с. — (Библиотека дагестанской литературы ; Т. 1). — 15 000 экз.
- Капиев Э. Разговор о поэзии : Рассказы : [О Сулеймане Стальском]. — М.: Правда, 1940. — 48 с. — (Библиотека «Огонек» ; № 22).
- Капиев Э. Резьба по камню : [Песни дагестан. горцев]. — М.: Сов. писатель, 1940. — 128 с.
  - Резьба по камню : [Стихи : Для ст. и сред. шк. возраста]. — Махачкала: Дагучпедгиз, 1979. — 110 с. — (Циклы: Лирика: Из цикла о любви; Раздумья; Эпос: Из цикла о герое). — 1000 экз.
- Капиев Э. Свет жизни. — Ставрополь; М.: Центр-ЛР, 2002. — 46 с. — (Библиотека писателей Ставрополья для школьников; Писатель и эпоха. XX век. Содерж.: Разделы: Из цикла о любви; Из цикла о герое; Из «Дагестанской тетради» (1934—1940); Свет жизни (Московский дневник); Фронтовые очерки; Фронтовые записки; Из фронтовых записей (1941—1944)). — 700 экз. — ISBN 5-7809-0092-2.
- Капиев Э. Фронтовые очерки. — Махачкала: Даггосиздат, 1944. — 55 с. — (Содерж.: Талисман. Кара Караев. «Аргамак». В горах. Разведчики. Штурм. Дочь войны. «Красный лев». Легенда и жизнь. Vir im Kaukasus (Мы на Кавказе). Пятигорск).
- 700 коротких строк : Изречения, афоризмы, каламбуры. — М.: Книга, 1980. — 203 с. — (Содерж.: Авт.: Э. Капиев [и др.]). — 5000 экз.
- Твоя святыня : Стихи, поэма : [Сборник]. — Ставрополь: Кн. изд-во, 1990. — 254 с. — (Содерж.: Авт.: Э. Капиев [и др.]). — 1000 экз. — ISBN 5-7644-0350-2.

Составитель
- Великому Сталину. [1879-1939] : Песни народов Кавказа / Сост.: Э. Капиев. — Пятигорск: Орджоникидз. кр. изд-во, 1939. — 64 с.
- Дагестанские поэты : [Сборник стихов] / Сост. Э. Капиев; Творчество дагестанских писателей ; Вып. 1. — Махач-Кала: Даггосиздат, 1932. — 255 с.
  - Дагестанская антология : Аварцы, даргинцы, кумыки, лаки, лезгины, тюрки, таты, ногайцы / Сост. и комментировал Э. Капиев. — М.: ГИХЛ, 1934. — 255 с.
  - Поэты советского Дагестана : Аварцы, даргинцы, кумыки, лаки, лезгины, таты, нагайцы и тюрки / Книга организована и сост. Э. Капиевым. — [М.; Пятигорск]: Севкавгиз, 1936. — 166 с.
- Кочкаров К., Семёнов И. Стихи и песни / [Пер. с карачаево-балкар. яз.] : Сборник сост. и обработан Э. Капиевым. — Пятигорск: Орджоникидз. кр. изд-во, 1940. — 32 с.
- Песни горцев : [Сборник] / Ред. и коммент. Э. Капиева. — М.: Гослитиздат, 1939. — 253 с.

Переводы
- От всего сердца : Фольклор. сборник : Песни, сказания, легенды горцев Дагестана о великом Сталине : Посвящается 20-летию объявления т. Сталиным автономии ДАССР / Пер. В. Бугаевского, А. Исакова, Э. Капиева и др.. — Махачкала: Даггиз, 1940. — 240 с.
- Стальский С. Избранные песни и стихи / Пер. с лезгин. под ред. Э. Капиева. — М.: Сов. писатель, 1938. — 108 с.
- Стальский С. Поэма о Серго Орджоникидзе, любимом сподвижнике и друге великого Сталина / Пер. с лезгин. Э. Капиева. — [Пятигорск]: Севкавгиз, 1936. — 31 с.
- Стальский С. Стихи и песни / Пер. с лезгин. Э. Капиева [и др.] ; Подстрочные пер. с лезгин. Г. Гаджибекова. — М.: Гослитиздат, 1936. — 153 с.
  -  / Пер. с лезгин. под ред. Э. Капиева. — М.: Гослитиздат, 1938. — 188 с.
- Стальский С. Стихи и поэмы : Для старш. возраста / Пер. с лезгин. Э. Капиева. — М.; Л.: Детиздат, 1938. — 64 с.

## Награды и признание
- Почётная грамота Президиума Верховного Совета ДАССР (декабрь 1940).

## Память
На могиле Эффенди Капиева в Пятигорске дагестанским правительством установлен памятник с барельефом писателя. На памятнике высечена надпись с его изречением: «Родина, ты одна бессмертна, как мать… Пусть молодость моя откликнется в твоем доме».
Книги Э. Капиева «Поэт», «Резьба по камню», «Фронтовые очерки», «Записные книжки», «Неизданное» неоднократно издавались и переиздавались в Дагестане, в союзных и автономных республиках и за рубежом.
Именем Эффенди Капиева названы улицы в Махачкале, Буйнакске и Пятигорске, Лакский музыкально-драматический театр в Махачкале, библиотеки и школы.
Об Э. Капиеве снят телефильм «Жизнь, прожитая набело» (по книге Н. В. Капиевой).
В 2009 году в газете «Настоящее время» в преддверии 100-летия со дня рождения Капиева был опубликован очерк писателя Джабраила Алиева: «Вся моя жизнь - это огромное испытание».
Расул Гамзатов посвятил незабвенному Эфенди Капиеву стихотворение Габиб:
Я вижу твой чуб, и морщинок изгиб,

И взор, от небес и от воздуха пьяный,

Как рано, как рано ушёл ты, Габиб, –

Любимая песнь моего Дагестана!

Прости нас, но памятник, вечный, как стих,

Ещё на твоей не воздвигнут могиле,

И песню, достойную песен твоих,

Друзья о тебе до сих пор не сложили.

Но верь нам, мы любим тебя горячо,

Хоть песнь о тебе над полями не реет,

Та песня, не ставшая словом ещё,

Живёт в нашем сердце, мужает и зреет.